# Merlin (TV-serie)

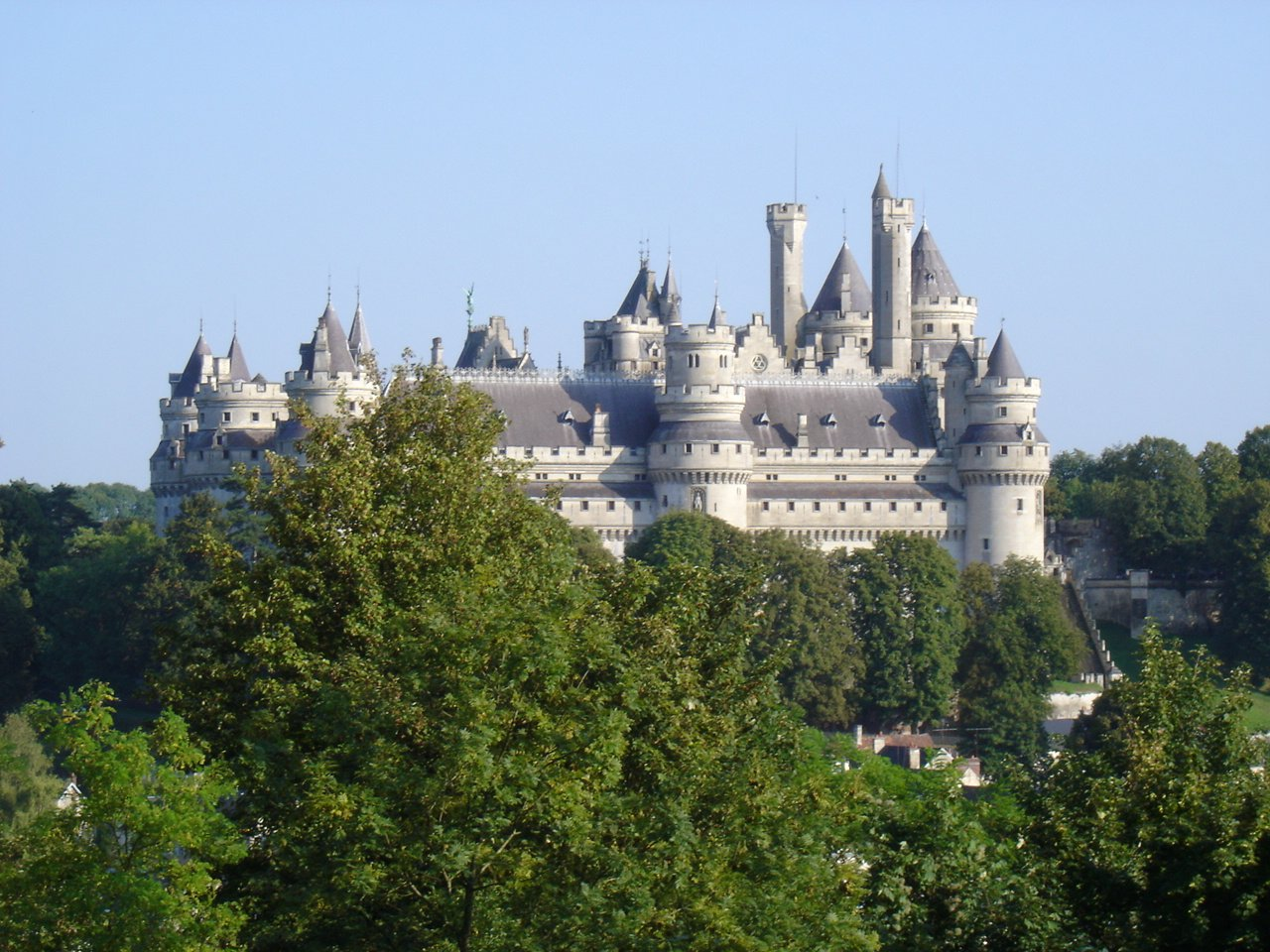
Château de Pierrefonds i Frankrike har använts som inspelningsplats för scenerna från Camelot.

Merlin är en brittisk TV-serie (drama/fantasy) från 2008, baserad på legenderna om kung Arthur, med trollkarlen Merlin och prins Arthur som ungdomar. TV-serien är producerad av Shine Television för BBC i 13 avsnitt. Säsong 1 är inspelad under 2008, säsong 2 under 2009, säsong 3 under 2010, säsong 4 under 2011 och säsong 5 är inspelad under 2012. Säsong 1 släpptes på DVD den 29 april 2009 i Sverige, säsong 2 den 10 november 2010 i Sverige, säsong 3 den 23 november 2011 i Sverige, säsong 4 den 7 november 2012 i Sverige och säsong 5 släpptes på DVD den 3 december 2014 i Sverige. Säsong 5 blev den sista säsongen av TV-serien. 
Utöver i Storbritannien har serien visats i bl.a. Italien, Malaysia, Norge och Sverige. 
Serien är inspelad i Wales och på Château de Pierrefonds i Frankrike.

## Tagline
| ” | In a land of myth, and time of magic, the destiny of a great kingdom rests on the shoulders of a young man. His name... Merlin. | „ |

| ” | Översättning: I sägnernas land, och trolldomens tid, vilar ett stort kungarikes öde på en ung mans axlar. Hans namn... Merlin. | „ |

I de första tre säsongerna innehöll meningen boy (svenska: pojke) istället för man (svenska: man).

## Rollista (i urval)
| Colin Morgan     | – Merlin                                                |
| Bradley James    | – Prins Arthur Pendragon/Kung Arthur Pendragon          |
| John Hurt        | – röst till Kilgharrah den stora draken                 |
| Richard Wilson   | – Gaius                                                 |
| Anthony Head     | – Kung Uther Pendragon                                  |
| Angel Coulby     | – Guinevere "Gwen"/Drottning Guinevere "Gwen" Pendragon |
| Katie McGrath    | – Lady Morgana/Lady Morgana Pendragon                   |
| Asa Butterfield  | – Unge Mordred (säsong 1-2)                             |
| Alexander Vlahos | – Mordred (säsong 5)                                    |
| Nathaniel Parker | – Lord Agravaine de Bois (säsong 4)                     |
| Adetomiwa Edun   | – Sir Elyan                                             |
| Eoin Macken      | – Sir Gwaine                                            |
| Santiago Cabrera | – Sir Lancelot                                          |
| Rupert Young     | – Sir Leon                                              |
| Tom Hopper       | – Sir Percival                                          |
| Emilia Fox       | – Morgause                                              |
| Michelle Ryan    | – Nimueh                                                |

## Avsnitt

### Säsong 1
| Avsnittsnummer | Titel                       | Regisserad av | Manus av       | Originalvisning   |
| --- | --------------------------- | ------------- | -------------- | ----------------- |
| 1 | "The Dragon's Call"         | James Hawes   | Julian Jones   | 20 september 2008 |
| Merlins (Colin Morgan) mor Hunith (Caroline Faber) skickar honom för att börja ett nytt liv i Camelot. När han kommer dit blir han vittne till en hänsynslös avrättning av en man som har blivit dömd för att ha använt magi, vilket får Merlin att förstå att han måste vara försiktig med att använda sina egna krafter. Han får en tjänst som tjänare till Prins Arthur (Bradley James) och möter Kilgharrah den stora draken (röst av John Hurt). Den unge trollkarlen påbörjar ett äventyr som kommer att bestämma hans öde. |                             |               |                |                   |
| 2 | "Valiant"                   | James Hawes   | Howard Overman | 27 september 2008 |
| Camelot är värd för den årliga svärdturneringen och riddare från hela riket kommer för att tävla. Bland dem som hoppas att vinna kronan är riddaren Valiant (Will Mellor). Beväpnad med en magisk sköld låter Valiant sig inte stoppas av någonting för att nå sitt mål. Merlin försöker stoppa hans onda plan innan Prins Arthur blir nästa riddare att dö. |                             |               |                |                   |
| 3 | "The Mark Of Nimueh"        | James Hawes   | Julian Jones   | 4 oktober 2008    |
| En epidemi bryter ut i Camelot efter att vattnet har blivit förgiftat av häxan Nimueh (Michelle Ryan). Många dör, och bland andra blir Gwens far Tom (Keith Durham) sjuk. Merlin kan inte förstå varför någon vill skada andra med magi, och trots Gaius (Richard Wilson) varningar använder Merlin sina egna krafter för att hjälpa. Hans hjälpsamhet slår dock fel när Gwen (Angel Coulby) blir anklagad för att vara den som orsakat smittan. Kung Uther anser att hon måste vara en häxa och hon grips och döms till döden.   |                             |               |                |                   |
| 4 | "The Poisoned Chalice"      | Ed Fraiman    | Ben Vanstone   | 11 oktober 2008   |
| Kung Bayard av Mercia (Clive Russell) kommer till Camelot för att signera ett fredsavtal mellan de två kungarikena. För att hämnas på Merlin poserar Nimueh som tjänsteflicka och får Merlin att tro att Bayard har tänkt förgifta Prins Arthur. Detta resulterar i att Merlin blir förgiftad i stället för Arthur. Tvärtemot kungens (Anthony Head) önskemål ger sig Arthur i väg för att söka efter ett botemedel som kan rädda Merlins liv.                                                                                    |                             |               |                |                   |
| 5 | "Lancelot"                  | Ed Fraiman    | Jake Michie    | 18 oktober 2008   |
| När Lancelot (Santiago Cabrera) anländer till Camelot räddar han Merlin från en attackerande grip. Merlin försöker sedan hjälpa honom att bli riddare, trots hans brist på ädelt blod, men Lancelot hamnar istället i fängelse. |                             |               |                |                   |
| 6 | "A Remedy To Cure All Ills" | Ed Fraiman    | Julian Jones   | 25 oktober 2008   |
| En ny läkare, Edwin Muirden (Julian Rhind-Tutt), anländer till Camelot. Hans första jobb är att bota Lady Morgana (Katie McGrath) från en mystisk sjukdom. Kung Uther låter sig imponeras av främlingens förmågor, vilket sätter Gaius jobb som hovläkare i fara. Han kallar in sin vän, Geoffrey av Monmouth (Michael Cronin), för att få reda på mer om den nya, mystiska läkaren. |                             |               |                |                   |
| 7 | "The Gates Of Avalon"       | Jeremy Webb   | Ben Vanstone   | 1 november 2008   |
| Lady Morgana drömmer att Prins Arthur blir mördad av en vacker kvinna och varnar honom, men Arthurs ridderlighet sätter honom ändå i klistret. Han räddar en kvinna i nöd, Sophia (Holliday Grainger), och hennes gamla far Aulfric (Kenneth Cranham) undan några rånare i skogen, men väl tillbaka i Camelot använder Sophia mer än sin kvinnliga charm för att kontrollera Arthurs hjärta. Hennes beteende går inte obemärkt förbi Merlin, som måste förhindra en tragedi.                                                      |                             |               |                |                   |
| 8 | "The Beginning Of The End"  | Jeremy Webb   | Howard Overman | 8 november 2008   |
| När en druid och hans lärling, en ung pojke vid namn Mordred (Asa Butterfield), upptäcks i Camelot är de snart på rymmen från vakterna. Merlin hör pojkens rop på hjälp och räddar honom. Druiden arresteras och avrättas, men den skadade pojken göms undan inne i slottet. Den stora draken Kilgharrah varnar Merlin att han inte kan både fullgöra sitt öde och rädda pojken - för Mordreds öde är att döda Arthur. |                             |               |                |                   |
| 9 | "Excalibur"                 | Jeremy Webb   | Julian Jones   | 15 november 2008  |
| Nimueh intrigerar återigen mot Camelot och skickar en mystisk riddare för att utmana prins Arthur. Riddaren utmanar, en efter en, riddarna i Camelot till en strid på liv och död. Det blir snart uppenbart att en hemlighet från Kung Uthers förflutna har kommit tillbaka för att hemsöka honom. |                             |               |                |                   |
| 10 | "The Moment Of Truth"       | David Moore   | Ben Vanstone   | 22 november 2008  |
| Merlins hemby attackeras av Kanan, en brutal rövarhövding. Merlin bestämmer sig för att återvända hem för att hjälpa till, men han blir förvånad när Gwen, lady Morgana och prins Arthur följer med honom. De märker snart att oddsen är emot dem. Med många liv på spel tvingar Merlins vän William (Joe Dempsie) Merlin att fatta ett svårt beslut - antingen räddar han sin hemby, eller riskerar att förlora sin vänskap med Arthur.                                                                                          |                             |               |                |                   |
| 11 | "The Labyrinth Of Gedref"   | Stuart Orme   | Howard Overman | 29 november 2008  |
| Prins Arthur dödar en enhörning, men strax därefter drabbas Camelot av en förbannelse som kan vara slutet för staden. Skördarna slår fel och landet är på gränsen till svält. Merlin och Arthur måste nu klara den mystiske enhörningsväktaren Anhoras (Frank Finley) tester. Det är det enda sättet att rädda Camelot. |                             |               |                |                   |
| 12 | "To Kill The King"          | Stuart Orme   | Jake Michie    | 6 december 2008   |
| Gwens far Tom hjälper ovetande en trollkarl, Tauren (Cal Macaninch), att förvandla bly till guld med hjälp av en magisk sten. Tom arresteras för förräderi och dödas på Kung Uthers befallning. Less på Uthers grymhet mot oskyldiga bestämmer sig Morgana för att ta hämnd. Merlin chockas över att upptäcka hur långt hon är beredd att gå när han får höra om en komplott för att döda Kung Uther. |                             |               |                |                   |
| 13 | "Le Morte d'Arthur"         | David Moore   | Julian Jones   | 13 december 2008  |
| Ute på jakt stöter prins Arthur på ett jättelikt monster. Bettet från varelsen innebär alltid döden, och när Arthur möter monstret igen blir han biten och hans liv hänger på en skör tråd. Merlin måste färdas till de välsignades ö för att träffa någon som kan rädda den framtida kungen, men när Merlin anländer till ön får han veta att det finns ett högt pris att betala. |                             |               |                |                   |

### Säsong 2
| Avsnittsnummer | Titel                           | Regisserad av   | Manus av       | Originalvisning   |
| --- | ------------------------------- | --------------- | -------------- | ----------------- |
| 1 | "The Curse Of Cornelius Sigan"  | David Moore     | Julian Jones   | 19 september 2009 |
| En man vid namn Cedric (Mckenzie Crook) anländer till Camelot och försöker ta Merlins jobb som prins Arthurs tjänare. Merlin är dock övertygad om att hans verkliga skäl är att kunna stjäla en ädelsten som nyligen hittades i gravkammaren efter Cornelius Sigan (Mackenzie Crook), den mest kraftfulla trollkarlen genom tiderna, som lovade att han skulle komma tillbaka från de döda och krossa Camelot. |                                 |                 |                |                   |
| 2 | "The Once And Future Queen"     | Jeremy Webb     | Howard Overman | 26 september 2009 |
| Det är tornerspel i Camelot. Prins Arthur är fast besluten att tävla förklädd, eftersom han tror att hans riddare har låtit honom vinna för att han är kunglig. Gwen och Merlin hjälper den bortskämda prinsen, men Arthur har mycket att lära om hur vanliga människor lever. Under tiden anländer lönnmördaren Myror (Adrian Lester) till Camelot med endast ett uppdrag: att döda prins Arthur. |                                 |                 |                |                   |
| 3 | "The Nightmare Begins"          | Jeremy Webb     | Ben Vanstone   | 3 oktober 2009    |
| Lady Morganas drömmar oroar henne, och hon börjar ana att hon har magiska krafter. Gaius insisterar på att det inte finns något att oroa sig för, men Merlin kan inte bara titta på och låta henne lida. Istället hjälper han henne att komma i kontakt med de fredliga druiderna, men Kung Uther tror att hon har blivit kidnappad och skickar Prins Arthur för att rädda henne. |                                 |                 |                |                   |
| 4 | "Lancelot And Guinevere"        | David Moore     | Howard Overman | 10 oktober 2009   |
| Gwen blir misstagen för Lady Morgana och blir kidnappad av den fredlösa Hengist (James Cosmo). Kung Uther vägrar att betala den begärda lösensumman för en simpel tjänsteflicka, så prins Arthur ger sig iväg med Merlin i släptåg för att rädda henne. Men Arthur och Merlin är inte de enda som vill rädda Gwen - Lancelot är också där. |                                 |                 |                |                   |
| 5 | "Beauty And The Beast - Part 1" | David Moore     | Jake Michie    | 24 oktober 2009   |
| Kung Uther låter sig förtrollas när den vackra Lady Catrina (Sarah Parish) anländer till Camelot. Gaius och Merlin misstänker dock att någonting är fel, och Merlin upptäcker snart att hon faktiskt är ett troll i förklädnad. |                                 |                 |                |                   |
| 6 | "Beauty And The Beast - Part 2" | Metin Huseyin   | Ben Vanstone   | 31 oktober 2009   |
| Lady Catrina har blivit krönt och är nu Drottning Catrina. För att göra sig av med Merlin anklagar hon honom för stöld, vilket tvingar honom att fly. Han måste nu hitta ett sätt att få fram hennes sanna form och rädda både kungen och Camelot. |                                 |                 |                |                   |
| 7 | "The Witchfinder"               | Jeremy Webb     | Jake Michie    | 7 november 2009   |
| Kung Uther är fast besluten att utplåna all magi i Camelot för gott och den här gången går ingen säker från misstankar. Han anlitar den mest fruktade häxjägaren i landet, Aredian (Charles Dance), en fasansfull man som inte skyr några medel för att hitta trolldom. Gaius varnar Merlin att han är i stor fara, men Lady Morgana behöver ingen varning. Hon är övertygad om att Aredian kommer att se rakt igenom henne och att hon kommer att brännas på bål. Kan Merlin skydda både Lady Morgana och Gaius utan att själv hamna i lågorna? |                                 |                 |                |                   |
| 8 | "The Sins Of The Father"        | Metin Huseyin   | Howard Overman | 14 november 2009  |
| När en mystisk krigare kommer till Camelot och utmanar Prins Arthur till en duell visar det sig att krigaren är en kvinna. Ingen förutser den förödande kedja av händelser som sätts igång - Arthur minst av alla. Prinsen och Merlin befinner sig snart på ett underligt uppdrag för att hitta sanningen om Arthurs mor på order av den vackra Morgause (Emilia Fox). Genom henne får Arthur reda på en mörk hemlighet som hotar hela kungariket. |                                 |                 |                |                   |
| 9 | "The Lady Of The Lake"          | Metin Huseyin   | Julian Jones   | 21 november 2009  |
| När Merlin hittar den vackra druidflickan Freya (Laura Donnelly) fången i en prisjägares bur hjälper han henne att fly. Han gömmer henne i tunnlarna under Camelot, men med prisjägaren i hasorna och ett vildsint magiskt djur på rymmen kan hon inte förbli dold länge till. |                                 |                 |                |                   |
| 10 | "Sweet Dreams"                  | Alice Troughton | Lucy Watkins   | 28 november 2009  |
| Dignitärer från konkurrerande riken kommer till Camelot för att föra fredssamtal, men vad Kung Alined (David Schofield) egentligen vill ha är konflikter. Han gör allt i sin makt för att skapa krig, även om det innebär att han måste använda magi. Kung Alineds narr, Trickler (Kevin Eldon), förtrollar Prins Arthur så att han blir förälskad i Kung Olafs (Mark Jones) överbeskyddade dotter Lady Vivian (Georgia Moffett). Kaos bryter ut i palatset och Camelot balanserar åter på randen till krig. |                                 |                 |                |                   |
| 11 | "The Witch's Quickening"        | Alice Troughton | Jake Michie    | 5 december 2009   |
| Den hänsynslösa trollkarlen Alvarr (Joseph Malwe) är fast besluten att förstöra Camelot för att åter släppa magin fri i landet. För att kunna besegra Uther behöver han Neahtid-kristallen - en dyrbar magisk relik från den gamla religionen. Kristallen är tryggt inlåst i Kung Uthers valv, men Alvarr har ett hemligt vapen: Lady Morganas ömma känslor för druidpojken Mordred. Merlin måste både hantera det ödesdigra valet Lady Morgana gör - och kraften från den mystiska kristallen. |                                 |                 |                |                   |
| 12 | "The Fire Of Idirsholas"        | Jeremy Webb     | Julian Jones   | 12 december 2009  |
| Idirsholas eld brinner för första gången på 300 år. Gaius fruktar att det är en trollkarl som har återskapat de odödliga riddarna av Medhir. Han har rätt när det visar sig att Morgause har återvänt. Prins Arthur och Merlin rider ut för att möta riddarna och kommer knappt undan med liven i behåll. När de återvänder till staden är alla i Camelot drabbade av en konstig förtrollning - alla utom Lady Morgana. När riddarna och Morgause attackerar ett försvarslöst Camelot ställs Merlin inför ett fruktansvärt val. |                                 |                 |                |                   |
| 13 | "The Last Dragonlord"           | Jeremy Webb     | Julian Jones   | 19 december 2009  |
| Den stora draken Kilgharrah är fri och hämnas sina år i fångenskap genom att försöka förstöra Camelot. Prins Arthur och hans riddare kan inte stå emot länge till, och Merlins krafter är värdelösa mot den kraftfulla draken. Endast en drakherre kan döda en drake, men Kung Uther utplånade alla för många år sedan. När Gaius erkänner att en sådan drakherre rymde finns det plötsligt hopp för Camelot. Balinor (John Lynch) är nyckeln till stadens framtid, men det är upp till Prins Arthur och Merlin att hitta honom. Det blir en omtumlande resa för Merlin, när han får veta av Gauis att mannen de letar efter, är hans far, som han aldrig mött. |                                 |                 |                |                   |

### Säsong 3
| Avsnittsnummer | Titel                                   | Regisserad av   | Manus av       | Originalvisning   |
| --- | --------------------------------------- | --------------- | -------------- | ----------------- |
| 1 | "The Tears Of Uther Pendragon - Part 1" | Jeremy Webb     | Julian Jones   | 11 september 2010 |
| Ett år har gått sedan Lady Morgana försvann. Efter ett outtröttligt sökande hittas hon vandrande i skogen, och ingen gläds mer än Kung Uther. Morgana försöker lappa ihop sin vänskap med Merlin, men Merlin är avvaktande. Han vet att hon inte är samma Lady Morgana som han kände förut och upptäcker snart att Lady Morgana använder magi för att få Kung Uther galen. |                                         |                 |                |                   |
| 2 | "The Tears Of Uther Pendragon - Part 2" | Jeremy Webb     | Julian Jones   | 18 september 2010 |
| Lady Morgana och Morgause tar sin plan att ta över Camelot ett steg längre. Kung Uther är fortfarande under en kraftfull förtrollning, och det är upp till Prins Arthur att skydda Camelot. Men Kung Cenreds (Tom Ellis) män är inte det enda hotet när en armé av döda anfaller från inuti citadellet och tvingar riddarna att slåss på två fronter. Merlin måste besegra Lady Morgana, men hur kan han besegra henne och samtidigt hålla sina hemligheter säkra? |                                         |                 |                |                   |
| 3 | "Goblin's Gold"                         | Jeremy Webb     | Howard Overman | 25 september 2010 |
| Merlin hittar av misstag en hemlig kammare och råkar släppa lös en svartalf (röst av Mark Williams). Denna busiga varelse förtrollar Gaius, och hovläkaren utvecklar en smak för guld, öl och magiska skämt. Helt plötsligt är Kung Uther flintskallig och damerna på slottet drabbas av gasiga magar. Kan Merlin fånga och stänga in svartalfen igen innan den verkliga skadan är skedd? |                                         |                 |                |                   |
| 4 | "Gwaine"                                | David Moore     | Julian Jones   | 2 oktober 2010    |
| Prins Arthur och Merlin hamnar i ett krogbråk och är på väg att förlora när en hemlighetsfull man, Gwaine (Eoin Macken), hjälper dem. Gwaine blir allvarligt skadad när han räddar prinsen, och förs till Camelot för att få den bästa möjliga vården. När han har återhämtat sig visar han sig vara en öldrickande charmör som sätter Merlin i klistret. Dessutom tycks två samvetslösa riddare vilja försöka döda Prins Arthur. Merlin och Gwaine listar ut deras plan, men kan de rädda dagen? |                                         |                 |                |                   |
| 5 | "The Crystal Cave"                      | Alice Troughton | Julian Jones   | 9 oktober 2010    |
| Merlin möter oväntat den mystiska trollkarlen Taliesin (Karl Johnson), som visar honom den mytiska kristallgrottan och en glimt av framtiden. Men att se framtiden visar sig vara en förbannelse när Merlin ser Lady Morgana döda Kung Uther. Merlin måste göra allt för att den framtid han sett inte ska hända. Men att ändra på framtiden är en farligt spel, och hans handlingar får allvarliga konsekvenser. Kan den unga trollkarlen göra skadan ogjord - eller är det för sent? |                                         |                 |                |                   |
| 6 | "The Changeling"                        | David Moore     | Lucy Watkins   | 16 oktober 2010   |
| Prins Arthur pressas in i ett arrangerat giftermål med en besökande prinsessa, Elena (Georgia King). Merlin misstänker att Elena inte är exakt den hon säger sig vara. När han försöker lista ut hennes hemlighet upptäcker han att hennes barnflicka är en pixie (småfolk]. Men vem jobbar barnflickan för och varför är giftermålet så viktigt? |                                         |                 |                |                   |
| 7 | "The Castle Of Fyrien"                  | David Moore     | Jake Michie    | 23 oktober 2010   |
| Gwen står inför ett omöjligt dilemma när hon tvingas välja mellan att rädda livet på sin bror, Elyan (Adetomiwa Edun), och sin stora kärlek, Prins Arthur. Än en gång testas lojalitet, kärlek och vänskap till det yttersta när Prins Arthur, Merlin och Gwen slår sina kloka huvuden ihop för att försöka hitta en lösning. Lady Morgana och Morgause, i sin tur, gör sitt bästa för att förstöra deras planer. Kommer Gwen att förlora någon hon älskar igen? |                                         |                 |                |                   |
| 8 | "The Eye Of The Phoenix"                | Alice Troughton | Julian Jones   | 30 oktober 2010   |
| Prins Arthur ger sig ensam ut på ett uppdrag för att visa sig värdig Camelots tron: han ska hämta den gyllene treudden från den mytomspunna Fiskarkungen. Lady Morgana ser sin chans att använda sin mörka magi och göra sig av med Arthur. Hon ger honom en armband med ett fenixöga, och insisterar på att han ska bära det hela tiden som en lyckoamulett. Den magiska stenen suger dock ur Arthurs livskraft och han är försvarslös i Fiskarkungens farofyllda rike. Merlin tar hjälp av Gwaine för att försöka nå Arthur i tid att rädda honom. Väl framme visar sig uppdraget vara annorlunda än vad Merlin trodde.                         |                                         |                 |                |                   |
| 9 | "Love In The Time Of Dragons"           | Alice Troughton | Jake Michie    | 6 november 2010   |
| När en gammal flamma till Gaius anländer till Camelot glädjs Merlin över att se en annan sida av sin mentor. Men när han upptäcker att hon styrs av en Mantikora, en varelse från den gamla religionen, har Merlin inget annat val än att berätta för sin gamla vän om Alices (Pauline Collins) onda avsikter. Förblindad av kärlek vägrar den gamla läkaren att tro på Merlin, och de två vännerna blir osams. När Kung Uther hamnar i fara tvingas Merlin fatta ett svårt beslut. |                                         |                 |                |                   |
| 10 | "Queen Of Hearts"                       | Ashley Way      | Howard Overman | 13 november 2010  |
| Lady Morgana plågas av drömmar om att Guinevere blir drottning av Camelot. Uppmuntrad av Morgause avslöjar hon Prins Arthurs och Gwens förhållande till Kung Uther, som gör allt som krävs för att stoppa sin son från att gifta sig med en tjänsteflicka. När kungen bannlyser Gwen från riket offrar Prins Arthur allt och beslutar sig för att lämna Camelot tillsammans med henne. Fast besluten att stoppa dem anklagar Lady Morgana Gwen för att ha förtrollat prinsen. Med ödet på spel måste Merlin riskera allt för att rädda Gwen från en ohygglig död.                                                                                 |                                         |                 |                |                   |
| 11 | "The Sorcerer's Shadow"                 | Ashley Way      | Julian Jones   | 20 november 2010  |
| Den enda regeln i Camelots legendariska turnering är att det inte finns några regler. Den mytiska staden fylls med skräckinjagande krigare från världens olika hörn. Den spensligt byggda Gilli (Harry Melling) hånas av de andra deltagarna, men med seger i sikte och ett hemligt vapen - magi - visar han sig vara en farlig motståndare. När Gilli inser den fulla potentialen i sin magi slits Merlin mellan två läger. Inte bara sätter hans nya vän sitt eget liv i fara, men hans handlingar hotar att slita sönder mycket av själva Camelots uppbyggnad. Kan Merlin göra så att Gilli tar sitt förnuft till fånga innan det är för sent? |                                         |                 |                |                   |
| 12 | "The Coming Of Arthur - Part 1"         | Jeremy Webb     | Jake Michie    | 27 november 2010  |
| Merlin och Prins Arthur skickas på ett uppdrag att hämta en bägare som kan ge evigt liv. Innan de kan finna bägaren tas de tillfånga av den samvetslösa slavhandlaren Jarl. Gwaine kommer till undsättning och de lyckas smita, men med Jarls hjälp faller bägaren ändå i Morgauses händer. Med en odödlig armé till sitt förfogande, kommer Morgause och Lady Morgana att störta Kung Uther en gång för alla? |                                         |                 |                |                   |
| 13 | "The Coming Of Arthur - Part 2"         | Jeremy Webb     | Julian Jones   | 4 december 2010   |
| Drottning Morgana inleder ett välde av fruktansvärd ondska över Camelots medborgare. Med Morgauses odödliga armé på sin sida tycks det inte finnas något hopp för Kung Uther, som tvingas se på när hans rike faller sönder. I utkanten av Camelot återfår Prins Arthur sin styrka och tillsammans med Gwaine (Eoin Macken), Lancelot (Santiago Cabrera), Elyan (Adetomiwa Edun) och Percival (Tom Hopper) planerar han en modig motattack. Men Merlin vet att inte ens Prins Arthur inte kan besegra en odödlig fiende. |                                         |                 |                |                   |

### Säsong 4
| Avsnittsnummer | Titel                             | Regisserad av     | Manus av        | Originalvisning  |
| --- | --------------------------------- | ----------------- | --------------- | ---------------- |
| 1 | "The Darkest Hour - Part 1"       | Alice Troughton   | Julian Jones    | 1 oktober 2011   |
| Merlin möter sin tuffaste utmaning hittills när Lady Morganas trångsynta beslutsamhet sätter balansen i världen på spel. Med sin magi som är starkare än någonsin river häxan sönder den tunna slöja som separerar världarna. Helvetiska varelser passerar obehindrat in i de levandes värld och dödar alla som de rör. Det är upp till Arthur och hans lojala riddare att skydda kungariket, men det kommer att krävas mer än bara svärd för att besegra den här fienden. För att återställa världarna rider Arthur, riddarna och Merlin för att möta dödsrikets väktare, den mäktiga Cailleach (Gemma Jones), men Merlin vet att det enda sättet att återställa jämvikten kräver en uppoffring av ofattbara proportioner. |                                   |                   |                 |                  |
| 2 | "The Darkest Hour - Part 2"       | Alice Troughton   | Julian Jones    | 8 oktober 2011   |
| Kungariket är på randen till kollaps och Lady Morgana är redo att slå till. När Sir Lancelot skyndar tillbaka till Camelot med den döende Merlin tvingas Prins Arthur fortsätta sitt uppdrag utan dem. Vänskap och lojalitet står inför svåra test, men i slutändan är det kärlekens kraft som förändrar livet för alltid. |                                   |                   |                 |                  |
| 3 | "The Wicked Day"                  | Alice Troughton   | Howard Overman  | 15 oktober 2011  |
| Det mäktiga citadellet förbereder Prins Arthurs födelsedagsfirande. Men Arthurs gamla motståndare, Odin, svär att detta kommer att bli en fest Camelot aldrig kommer att glömma - bland gästerna lurar nämligen en dödlig lönnmördare. När dammet lägger sig är Camelot förändrat för alltid. Hur långt är Merlin beredd att gå för att göra det rätta? Riskerar han allt och avslöjar sin hemlighet? |                                   |                   |                 |                  |
| 4 | "Aitusa"                          | Alex Pillai       | Julian Jones    | 22 oktober 2011  |
| Den mystiska Julius Borden (James Callis) anländer till Camelot med nyheter om en magisk hemlighet som hotar att förändra kungariket för alltid. Han har hittat den sista delen av nyckeln till graven Ashkanar - ett gammalt mausoleum som innehåller en mycket speciell skatt: det sista kvarvarande drakägget. Som den siste drakherren dras Merlin in i Bordens berättelse och lovar att hjälpa honom. Men vem är denna gåtfulla främling och, ännu viktigare, varför vill han egentligen ha ägget? |                                   |                   |                 |                  |
| 5 | "His Father's Son"                | Alex Pillai       | Jake Michie     | 29 oktober 2011  |
| För första gången sedan sin kröning får Arthur reda på hur det är att egentligen vara Kung. Hans första riktiga test resulterar i en drabbning mellan honom själv och den formidabla Drottning Annis (Lindsay Duncan). När tusentals liv står på spel måste Arthur finna styrkan att vara sin egen man och bli den ledare som Camelot så desperat behöver. |                                   |                   |                 |                  |
| 6 | "A Servant Of Two Masters"        | Alex Pillai       | Lucy Watkins    | 5 november 2011  |
| När Merlin faller i Lady Morganas händer blir han ett dödligt vapen i hennes kamp om herravälde. Hon lyckas vända vän mot vän och skapar den perfekta mördaren. En omedveten Kung Arthur är i stor fara, men märker någon Merlins ovanliga beteende innan han gör Kungen någon allvarlig skada? |                                   |                   |                 |                  |
| 7 | "The Secret Sharer"               | Justin Molotnikov | Julian Jones    | 12 november 2011 |
| Lady Morgana allierar sig med den gåtfulla trollkarlen Alator (Gary Lewis) för att tvinga fram svaret på en hemlighet som kan förändra allas öden. Kan någon stoppa henne innan Merlins största hemlighet avslöjas? |                                   |                   |                 |                  |
| 8 | "Lamia"                           | Justin Molotnikov | Jake Michie     | 19 november 2011 |
| En mystisk sjukdom gör att Merlin skickas till en avlägsen by. Det blir snart tydligt att mer står på spel än bara hans patienters välmående när något olycksbådande ligger i luften. Långt hemifrån och med ingen att lita på blir Merlin indragen i ett dödlig katt- och råtta-lek. När ingen längre är säker på vem som är jägaren och vem som är den jagade, kan den unge trollkarlen överleva länge nog för att avslöja sanningen? |                                   |                   |                 |                  |
| 9 | "Lancelot Du Lac"                 | Justin Molotnikov | Lucy Watkins    | 26 november 2011 |
| När Sir Lancelot återvänder från de döda bubblar gamla känslor upp till ytan. Gwen måste stå emot frestelsen innan hon begår ett obeskrivligt svek. När huvud och hjärta slåss om logiken blir Merlin misstänksam. Kan en man verkligen trotsa döden, eller ligger det något mer olycksbådande bakom? |                                   |                   |                 |                  |
| 10 | "A Herald Of The New Age"         | Jeremy Webb       | Howard Overman  | 3 december 2011  |
| Riddarna av Camelot snubblar över en kuslig helgedom mitt i skogen och den kyliga atmosfären gömmer en mörk historia som är bäst att lämna ostörd. Men när Sir Elyan ignorerar Merlins varningar sätter hans handlingar igång en kedja av händelser mer skrämmande än någon någonsin skulle ha kunnat föreställa sig. |                                   |                   |                 |                  |
| 11 | "The Hunter's Heart"              | Jeremy Webb       | Richard McBrien | 10 december 2011 |
| Lady Morgana hittar ett kraftfullt stöd i krigsherren Helios (Terence Maynard). Tillsammans kommer de på den perfekta planen för att tvinga Camelot på knä. Med kungariket - och Kung Arthur - upptagen av ankomsten av den vackra Prinsessan Mithian (Janet Montgomery) ligger ansvaret att larma på en frånvarande vän. Men med tidigare sår fortfarande färska, kan kärleken verkligen besegra allt när Gwen kommer tillbaka? Eller är en dödlig pil avsedd att flyga rakt in i hjärtat av Camelot? |                                   |                   |                 |                  |
| 12 | "The Sword In The Stone - Part 1" | Alice Troughton   | Jake Michie     | 17 december 2011 |
| Med Lady Morgana i spetsen för en stor armé sluts ett dödligt nät kring Camelot. När häxan slår till tvingar hennes häftiga attack alla att springa för sina liv - även Kung Arthur. På flykt undan Morganas män tar Merlin till magi för att skydda Arthur, men när de stöter på de listiga smugglarna Tristan och Isolde går det inte längre. För att skapa sig tid att kunna komma på en plan att återta Camelot flyr gruppen mot Ealdor, men Lady Morgana låter dem inte komma undan så lätt. |                                   |                   |                 |                  |
| 13 | "The Sword In The Stone - Part 2" | Alice Troughton   | Julian Jones    | 24 december 2011 |
| Lady Morgana och Helios har framgångsrikt intagit Camelot och Merlin och Kung Arthur befinner sig på flykt. Fångad i Ealdor med en armé som nästan är ikapp dem blir deras situation mer och mer desperat. Kung Arthur måste ta kontroll innan Camelot är förlorat för alltid. Men inför Lord Agravaines (Nathaniel Parker) svek har den unge Kungen förlorat sin övertygelse. Endast Merlin kan återställa hans tro, och bara en handling kan bevisa för Kungen att han är född att vara Camelots kung. |                                   |                   |                 |                  |

### Säsong 5
| Avsnittsnummer | Titel                               | Regisserad av     | Manus av        | Originalvisning  |
| --- | ----------------------------------- | ----------------- | --------------- | ---------------- |
| 1 | "Arthur's Bane - Part 1"            | Justin Molotnikov | Julian Jones    | 6 oktober 2012   |
| Camelot värmer sig i lyckliga dagar av en ny gyllene tidsålder. Men även hon blommar, så de mörka fröna av hennes förstörelse börjar synas. För i den frusna ödemarken i norr försvinner människor spårlöst. I sökning efter svar måste Kung Arthur och hans riddare åta sig ett farligt uppdrag i det okända. När solen går ner över den isiga slätten, finner Merlin sig själv fast i en strid som inte liknar något han har kämpat mot innan, en strid med ödet självt. |                                     |                   |                 |                  |
| 2 | "Arthur's Bane - Part 2"            | Justin Molotnikov | Julian Jones    | 13 oktober 2012  |
| Det som tidigare förutspåtts om Mordred väger tungt på Merlin, inte ens han kan rädda Kung Arthur från den vägen. När gryningen korsar den isiga tundran, är Merlin och Kung Arthur nära utmattning. Med varje torterande steg vävs det förutsedda allt närmare och Merlins rädsla blir sann. Vilket spel spelar Mordred (Alexander Vlahos) egentligen? Och vilka kraftfulla hemligheter letar Lady Morgana och druiden Ruadan (Liam Cunningham) efter bland dem vridna katakomberna? Det verkar som att den här gången kan inte ens Merlin stoppa Kung Arthur från att gå rakt in i lejonets håla. För i denna dystra och övergående vildmark är bara en sak säker: den stora prövningen för Albion har äntligen börjat. |                                     |                   |                 |                  |
| 3 | "The Death Song Of Uther Pendragon" | Justin Molotnikov | Howard Overman  | 20 oktober 2012  |
| När en främling ger Kung Arthur möjligheten att kalla tillbaka de döda, finner Kungen sig själv sliten mellan huvud och hjärta. Oförmögen att motstå frestelsen, tar han chansen att tala med personen han saknar mest - sin far, Kung Uther Pendragon. Men andevärlden är en mörk och farlig plats, och Kung Arthur inser att hans beslut har ett fruktansvärt pris. Mot alla odds måste Merlin rätta till Kung Arthurs misstag innan Camelot och allt de har byggt förstörs för alltid. |                                     |                   |                 |                  |
| 4 | "Another's Sorrow"                  | Ashley Way        | Jake Michie     | 27 oktober 2012  |
| Med Prinsessan Mithian som ett perfekt lockbete trollar Lady Morgana en illusion så mäktig att hela Camelot tas in - även Merlin själv. Men när orosmolnen samlas, kommer den unge trollkarlen att se genom lögnerna? Eller kommer Lady Morgana äntligen att få fullborda sina drömmar om hämnd? |                                     |                   |                 |                  |
| 5 | "The Disir"                         | Ashley Way        | Richard McBrien | 3 november 2012  |
| I en bläcksvart djup bassäng slås det forntida samman, när tre siare kastar en mörk dom över Kungen av Camelot. Men trots Merlins varningar är Kung Arthur envis och vägrar att ta orden från the Disir på allvar, och deras raseri faller ner över Camelot. Endast den största uppoffringen kan lugna dem, och med kungariket i fara, är det något som Kung Arthur är beredd att göra? Med Kungens osäkerhet, har Merlin bara en chans att rädda honom från hans öde - men detta beslut kommer med ett högt pris. |                                     |                   |                 |                  |
| 6 | "The Dark Tower"                    | Ashley Way        | Julian Jones    | 10 november 2012 |
| När Drottning Gwen blir kidnappad från Camelot utan varning, vet Merlin att det endast kan vara en person som ligger bakom och det är: Lady Morgana. Kung Arthur är fast besluten att rädda sin Drottning, men det kommer inte bli enkelt; hon är inlåst i ett mörkt torn (The Dark Tower), en plats som hemsöker ens drömmar. Kung Arthur och hans riddare måste inleda en jakt som ingen tidigare har gjort, kämpa genom ett landskap fullt av gömda faror, farliga hinder och magiska varelser. När de närmar sig sitt mål, är Merlins rädsla nära bristningsgränsen. Vilken galet spel spelar Lady Morgana egentligen? Och ännu viktigare, vilket sluttest väntar dem i tornet?                                       |                                     |                   |                 |                  |
| 7 | "A Lesson In Vengeance"             | Alice Troughton   | Jake Michie     | 17 november 2012 |
| Mörkret stjäl in i hjärtat av Camelot när Lady Morgana och hennes marionett Drottningen planerar en ondskefull plan att mörda Kungen. Men när stallmannen Tyr Seward (John Bradley-West) blir fångad i korselden, hotar han att förstöra allt. När intrigen tätnar och når sin dödliga höjdpunkt, kan Merlin som är misstänksam reda ut sanningen innan det är för sent? |                                     |                   |                 |                  |
| 8 | "The Hollow Queen"                  | Alice Troughton   | Julian Jones    | 24 november 2012 |
| När Merlin går med på att hjälpa en ung Druidpojke, Daegal (Alfie Stewart), han har inget annat val än att lämna Camelot på ett farligt uppdrag. Med citadellet distraherat av besök av den skräckinjagande Sarrum av Amata (John Shrapnel), verkar det som ingen kommer att märka hans frånvaro. Men som himlen mörknar, gör även Merlins misstankar det - finns det mer av Daegal än ögat ser? Och går en man som är så hänsynslös som Sarrum någonsin verkligen att lita på? Snart inser den unge trollkarlen att han har gjort ett fruktansvärt misstag. |                                     |                   |                 |                  |
| 9 | "With All My Heart"                 | Alice Troughton   | Richard McBrien | 1 december 2012  |
| Merlin vet att han måste göra något innan Lady Morganas galna kontroll över Drottning Gwen blir ytterligare värre. Men endast den mest kraftfulla magin kan rädda Drottningen och detta kommer inte att bli lätt, inte ens för Merlin. När Lady Morgana skärper sitt grep om Camelot, är en sak klar - hon kommer inte att ge upp sin marionett utan strid. |                                     |                   |                 |                  |
| 10 | "The Kindness Of Strangers"         | Declan O'Dwyer    | Richard McBrien | 8 december 2012  |
| Lady Morgana leder en skrämmande människojakt i jakten på sin gamla fiende Alator av Catha, för hon vet utan tvekan att han kan säga henne exakt var hon hittar Emrys. Merlins liv har aldrig varit i större fara, så när den mystiska Finna (Sorcha Cusack) erbjuder sig att hjälpa honom, har han rätt att lita på henne? Eller kommer han att hitta sig själv fast i ett hörn men ingenstans att ta vägen? |                                     |                   |                 |                  |
| 11 | "The Drawing Of The Dark"           | Declan O'Dwyer    | Julian Jones    | 15 december 2012 |
| Mordred känner sig sliten mellan lojalitet och kärlek, men han kommer att inse att vägen han väljer kommer att forma Camelots öde. När krigstrummorna låter ännu högre är Merlin desperat och känner sig fast av den grymma cirkeln ödet - är han maktlös från att kunna stoppa sina drömmar om Albion från att falla sönder till damm? |                                     |                   |                 |                  |
| 12 | "Diamond Of The Day - Part 1"       | Justin Molotnikov | Jake Michie     | 22 december 2012 |
| Högt uppe i bergen samlas en stor flock, Lady Morgana förbereder sig för krig, med en hämndlysten Mordred vid sin sida. Merlin känner tyngden av sitt öde som aldrig förr när de gamla profetiorna spelar ut sin mest skrämmande exakthet. Men innan han kan rädda sitt älskade Camelot, så måste han rädda sig själv. För Lady Morgana vill inte bara förstöra kungariket utan också Emrys. |                                     |                   |                 |                  |
| 13 | "Diamond Of The Day - Part 2"       | Justin Molotnikov | Julian Jones    | 24 december 2012 |
| Eftersom det stora slaget rasar på Camlanns mäktiga slätt möter Merlin sitt ögonblick av öde. Kan han hitta styrkan att rädda mannen han gjorde till kung, Camelot de kämpade för att bygga, och broderskapet de delade? |                                     |                   |                 |                  |